# Kaliska (powiat wągrowiecki)
Kaliska (niem. Josephsthal) – wieś w Polsce położona w województwie wielkopolskim, w powiecie wągrowieckim, w gminie Wągrowiec, przy skrzyżowaniu dróg wojewódzkich 241 i 251.
W latach 1975–1998 miejscowość należała administracyjnie do województwa pilskiego.
Wieś przylega bezpośrednio do granic Wągrowca i jest pewnego rodzaju jego sypialnią. Teren wsi przeznaczony głównie pod budowę domów jednorodzinnych, w pobliżu jeziora Rgielskiego.